# Pangráti
Pangráti (en grec moderne : Παγκράτι) est un quartier d'Athènes, en Grèce. Pangráti est situé près du centre historique de la ville d'Athènes au sud de Kolonáki, à l'ouest de Kaisariani, au nord de Výronas et à l'est de Mets. Il s'agit de l'un des plus grands quartiers athéniens. Il a été établi juste après les premiers Jeux olympiques de l'ère moderne de 1896 et englobe la zone située derrière le Stade panathénaïque et la vallée et les collines proches de la rivière Ilissós. C'est à Pangráti que se trouve le Stade panathénaïque, qui accueillit les premiers jeux olympiques en 1896, ainsi que le premier cimetière d'Athènes.
Le quartier de Pangráti se trouve à un jet de pierre du Jardin national, du
Palais présidentiel d'Athènes et de la villa Máximos, la résidence officielle et le bureau du Premier ministre de Grèce.

## Espaces verts
Grâce, notamment, au jardin national d'Athènes, aux jardins du Zappéion et de l’Olympiéion, ainsi qu'au premier cimetière d'Athènes et à la colline d’Ardittos, le quartier de Pangráti est celui qui possède la plus grande surface d'espaces verts publics d'Athènes. À Pangráti se trouve aussi le parc de Rizari, près de la station de métro Evangelismós, et les petits jardins de Naiadon et Niriidon où la rivière Ilissós coulait jusqu'en 1960.
Le plan de Pangráti comprend de nombreuses places comme la place Plastira, la place Proskopon, la place de Pangrati, la place de la fontaine au boulevard Imittou, la place du Stade panathénaïque, la place Mesolongiou, la place Varnava, la place de l'hôtel Caravel, la place de l'église du prophète Elias, la place de l'église Agios Spyridon, etc. Dans la rue Timothéou se trouve l'église catholique de Pangráti.

## Culture

### Musées et institutions culturelles
- Pinacothèque nationale d'Athènes
- Musée d'art moderne et contemporain Goulandrís
- Musée byzantin et chrétien d'Athènes
- Conservatoire d'Athènes
- Musée de la Guerre d’Athènes
- Fondation nationale de la Recherche
- Musée Philatélique

## Galerie

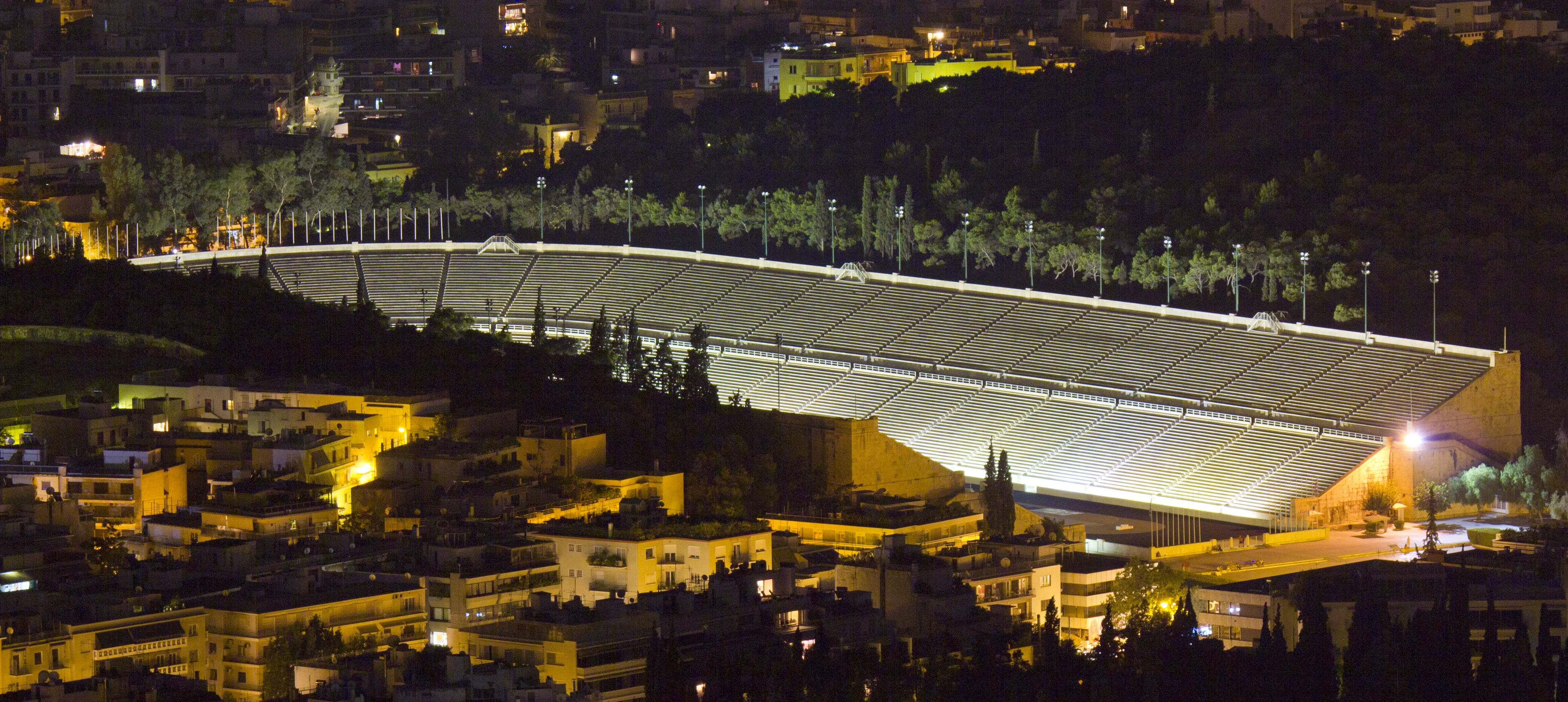
Le Stade panathénaïque à Pangráti oú les premiers Jeux olympiques de l'ère moderne ont eu lieu.
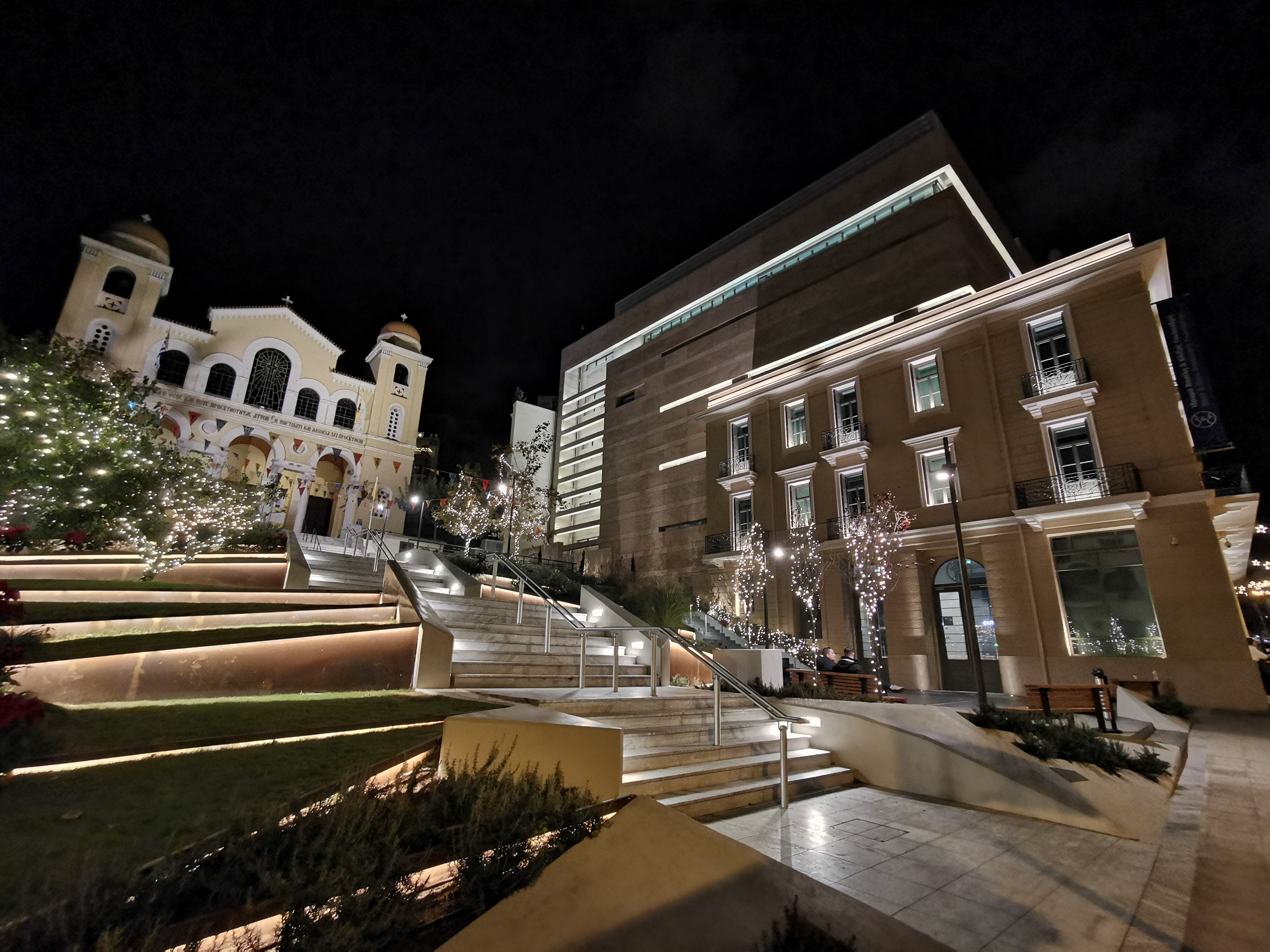
L'église saint-Spyridon (à gauche) et le musée d'art moderne et contemporain Goulandrís (à droite).

## Source
- (el) Cet article est partiellement ou en totalité issu de l’article de Wikipédia en grec moderne intitulé « Παγκράτι » (voir la liste des auteurs).